# Зимняцкое сельское поселение
Зимня́цкое се́льское посе́ление — муниципальное образование в составе Серафимовичского района Волгоградской области.
Административный центр — хутор Зимняцкий.

## История
Зимняцкое сельское поселение образовано 24 декабря 2004 года в соответствии с Законом Волгоградской области № 979-ОД.

## Население
| 2010  | 2012  | 2013  | 2014  | 2015  | 2016  | 2017  |
| ----- | ----- | ----- | ----- | ----- | ----- | ----- |
| 2488  | ↘2445 | ↘2403 | ↘2372 | ↘2359 | ↘2304 | ↘2295 |
| 2018  | 2019  | 2020  | 2021  |       |       |       |
| ↘2248 | ↘2208 | ↘2147 | ↘2119 |       |       |       |

## Состав сельского поселения
| № | Населённый пункт    | Тип населённого пункта        | Население |
| - | ------------------- | ----------------------------- | --------- |
| 1 | Березки             | хутор                         | 151       |
| 2 | Грушин              | хутор                         | 120       |
| 3 | Зимняцкий           | хутор, административный центр | ↘1834     |
| 4 | Новоалександровский | хутор                         | 137       |
| 5 | Пичугин             | хутор                         | 119       |
| 6 | Подольховский       | хутор                         | 127       |